# 盛岡市立総合プール
盛岡市立総合プール（もりおかしりつそうごうプール）は、岩手県盛岡市にあるプール施設。

## 概要
1999年5月に落成し、同年8月の'99いわて総体水泳競技大会で使用された。
2005年3月5日から6日には、日本スイミングクラブ協会主催全国マスターズスイミングフェスティバルが行われ、女子200mメドレーリレー（320～359歳）で世界新記録を更新、日本新記録も7個生まれた。
2013年、アクエリアス発売30周年を記念した「アクエリアス 未来への夢はじめよう。」プロジェクトの会場に、東京都町田市の町田市立室内プール、大阪市港区の大阪プール、熊本市のアクアドームくまもととともに選ばれた。
2016年の希望郷いわて国体における、水泳（競泳・飛込・水球・シンクロナイズドスイミング）の競技会場に、同じく全国障害者スポーツ大会希望郷いわて大会における、水泳の競技会場として使用された。
2022年には全国中学校水泳競技大会が15年ぶりに開催予定。これは同年3月に発生した福島県沖地震の影響で本来の会場であったセントラルスポーツ宮城G21プールが被害を受け、メインプールが使用不可、サブプールで25mの開催で飛込競技が当プールで行うため。

## 設備
- メインプール - 50m×25m、水深0m - 3.0m可変床、長水路9コース、短水路16コース　日本水泳連盟公認
- 観客席：貴賓21席、固定986席、車椅子5席　合計1,012席
- サブプール（屋外） - 25m×13m、水深1.2m、短水路6コース
- 飛込みプール（屋外） - 22m×22m、水深5.0m（波立装置付） 、 飛込台　1m2基、3m2基、5m1基、7.5m1基、10m1基
- 第1・2会議室、研修室
- 駐車場　247台

- 利用時間 メインプール10時から20時30分まで（通年）、サブプール10時から18時30分まで（開場期間は7月1日から9月第1日曜日まで）

## 周辺
- 盛岡市アイスリンク
- 盛岡市総合アリーナ
- 岩手県立美術館
- 盛岡市中央公園
- 盛岡市立病院

## 交通機関
車
- 盛岡インターから約15分。
- 盛岡南インターから約10分。

バス　岩手県交通
- JR東日本 盛岡駅東口5番、または10番のりばより｢218・219　盛南ループ｣に乗車し、「総合プール前」下車。

タクシー
- 盛岡駅から約10分。